# Martin St-Louis
Pour les articles homonymes, voir Saint-Louis.
Temple de la renommée : 2018
Martin St-Louis (né le 18 juin 1975 à Laval, dans la province de Québec au Canada) est un joueur professionnel canadien de hockey sur glace qui évoluait au poste d'ailier droit. Il est reconnu comme un des joueurs au jeu le plus propre dans la LNH. Cette éthique professionnelle lui a valu cinq nominations au trophée Lady Byng qu'il a remporté trois fois, en 2010 et 2011 puis en 2013. Il est actuellement entraîneur chef des Canadiens de Montréal.
Non repêché dans la Ligue nationale de hockey, il fait ses débuts professionnels avec les Lumberjacks de Cleveland de la Ligue internationale de hockey et débute dans la LNH avec les Flames de Calgary. En 2000-2001, il rejoint le Lightning de Tampa Bay et remporte avec eux la coupe Stanley en 2004. Considéré comme étant le pilier de l'équipe, il joue pour le Lightning jusqu'à son échange aux Rangers de New York en 2014. Aux Jeux olympiques d'hiver de 2014, il remporte la médaille d'or avec l'équipe du Canada.

## Biographie

### Ses débuts universitaires

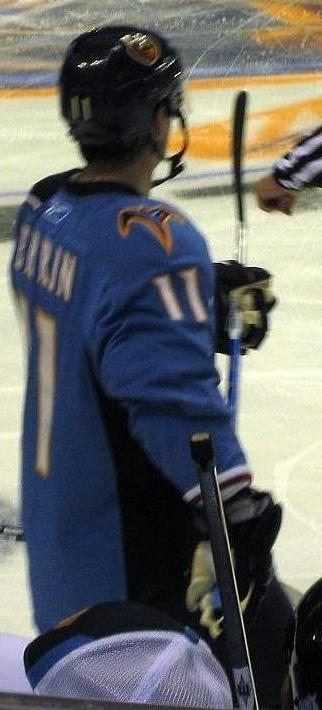
Durant sa carrière, St-Louis a joué sept saisons aux côtés d'Éric Perrin (ici avec les Thrashers d'Atlanta).

Martin St-Louis est le fils de France et Normand St-Louis et il est né le 18 juin 1975 à Laval dans la province de Québec au Canada. Il a une sœur qui s'appelle Isabelle. Il a chaussé les patins pour la première fois à l'âge de trois ans et a grandi en idolâtrant Mats Näslund.
Il débute avec les Laval-Laurentides de l'Association athlétique amateur de Québec en 1991-1992 puis passe la saison d'après avec les Hawks de Hawkesbury dans la Ligue centrale de hockey junior A. St-Louis et Éric Perrin quittent l'équipe au mois de janvier à cause d'un désaccord avec l'entraîneur du moment — l'équipe des Hawks connaît trois entraîneurs différents au cours de la saison régulière. Contrairement à la majorité des joueurs de hockey du Canada, il n'intègre pas le circuit classique de la Ligue canadienne de hockey. À la place, il quitte le Québec et le Canada pour aller dans le Vermont, aux États-Unis. Il rejoint alors l'Université du Vermont et son équipe de hockey des Catamounts, équipe engagée dans la division ECAC Hockey League du championnat universitaire, la National Collegiate Athletic Association.
En compagnie de Perrin et aux côtés du gardien de but Tim Thomas, il finit meilleur pointeur de son équipe dès sa première saison dans la NCAA en 1993-94 avec un total de 51 points. Son coéquipier, Perrin, est désigné meilleure recrue et les deux joueurs sont sélectionnés dans l'équipe type des recrues de l'ECAC.
Pour sa deuxième année avec les Catamounts, St-Louis augmente son total personnel de 20 points et il termine la saison toujours meilleur pointeur de l'équipe juste devant Perrin mais également deuxième pointeur de la NCAA, cinq points derrière Brendan Morrison, joueur des Wolverines de l'Université du Michigan. Avec 48 passes décisives, il est également le deuxième meilleur passeur de la NCAA, toujours derrière Morrison. Il est parmi les dix finalistes pour le trophée Hobey-Baker du meilleur joueur de la saison, trophée finalement remporté par Brian Holzinger, joueur des Falcons de l'Université d'État de Bowling Green. À titre personnel, il est sélectionné dans l'équipe type de la saison de l'ECAC avec Perrin et Thomas et est élu meilleur joueur de l'ECAC. Il est également sélectionné dans l'équipe type de la NCAA.
En 1995-1996, Perrin et St-Louis sont encore les fers de lance de l'équipe, inscrivant chacun 85 points décomposés en 29 buts et 56 passes décisives. Il s'agit alors du plus haut total de points inscrit par un joueur dans l'histoire de l'université. St-Louis inscrit le plus haut total de but en infériorité numérique avec six buts ainsi que le plus grand nombre de buts vainqueurs,. Les deux joueurs finissent meilleurs pointeurs et passeurs de la NCAA, à égalité mais St-Louis ayant joué trois matchs de moins que Perrin, il est déclaré premier. Les deux joueurs sont dans la liste des dix finalistes pour le trophée Hobey-Baker mais Brian Bonin de Golden Gophers de l'Université du Minnesota remporte le titre de meilleur joueur de la NCAA. Perrin est nommé joueur de l'année de l'ECAC et les deux joueurs du Vermont sont sélectionnés dans les équipes types de l'ECAC et de la NCAA,.
Pour sa dernière saison dans la NCAA, en 1996-1997, sa production offensive chute à 60 points mais il conserve toujours la tête du classement des pointeurs de son équipe. Même s'il ne fait plus partie des dix meilleurs pointeurs de la NCAA, il est une troisième fois dans les dix candidats pour le trophée du meilleur de la NCAA. Encore une fois, il ne remporte pas le trophée, celui-ci étant remis à Morrison en tant que meilleur passeur, buteur et pointeur de la saison. À la suite de cette saison, St-Louis est diplômé et il termine alors sa carrière universitaire en tant que meilleur pointeur de l'histoire de l'équipe, avec un total de 276 points en 139 matchs mais également le plus grand nombre de passes décisives, avec 176 aides.

### Ses débuts professionnels
St-Louis est alors âgé de 22 ans et n'a jamais été choisi lors d'un repêchage de la Ligue nationale de hockey. Ceci est également le cas de Perrin, lui qui n'a pas été repêché par une équipe de la LNH. Le gardien des Catamounts, Tim Thomas, a été repêché en tant que 217e joueur sélectionné au repêchage de 1994 par les Nordiques de Québec.
Alors que peu d'équipes s'intéressent à St-Louis, ce dernier reçoit un essai avec les Sénateurs d'Ottawa mais n'est finalement pas retenu par l'équipe. St-Louis et Perrin signent leur premier contrat professionnel dans la Ligue internationale de hockey avec les Lumberjacks de Cleveland. Le contrat, qui est d'une durée de deux ans, comprend pour St-Louis une clause échappatoire s'il reçoit une offre d'une équipe de la LNH. St-Louis commence ainsi la saison et joue 56 matchs pour 50 points avant d'être repéré par les recruteurs de la LNH. Ainsi, il signe avec les Flames de Calgary le 19 février 1998 alors que Perrin continue avec les Lumberjacks puis est transféré avant la fin de la saison aux Rafales de Québec.
Il termine la saison avec le club-école de Calgary, les Flames de Saint-Jean de la Ligue américaine de hockey. Il joue les 25 derniers matchs de la saison avec une moyenne d'environ un point par match alors que son équipe se qualifie pour les séries éliminatoires. Avec 20 points en autant de matchs, St-Louis aide son équipe à se rendre en finale de la Coupe Calder en éliminant tour à tour les Maple Leafs de Saint-Jean, les Pirates de Portland puis le Wolf Pack de Hartford. En finale, les Flames sont opposés aux Phantoms de Philadelphie, champions de la saison régulière. Finalement, ce sont ces derniers qui remportent la Coupe quatre matchs à deux.
En 1998-1999, il joue une vingtaine de matchs de la saison avec Calgary. Il joue ainsi son premier match dans la LNH le 16 octobre 1998 contre les Maple Leafs de Toronto. Quatre jours et deux matchs plus tard, il marque son premier point de sa carrière dans la LNH en inscrivant un but face aux Stars de Dallas, le seul de sa saison dans la LNH. Il a commencé la saison en jouant sur la même ligne que la vedette de l'équipe, Theoren Fleury, mais le Québécois est rapidement relégué sur la quatrième ligne puis est laissé de côté à plusieurs reprises. Le reste du temps, il joue avec Saint-Jean et termine meilleur pointeur de l'équipe avec 62 points en 53 matchs. Avant derniers qualifiés, Saint-John surprend tout le monde en éliminant en trois matchs les Lock Monsters de Lowell, premiers de leur division en saison régulière, mais ils tombent d'autant plus haut lors de la deuxième ronde en perdant en quatre matchs secs contre les Canadiens de Fredericton.
La saison suivante, bien que St-Louis commence sa saison dans la LAH, il a pris part à 56 rencontres avec l'équipe de Calgary pour réaliser 3 buts et 15 aides pour 18 points. Le directeur général des Flames Al Coates est satisfait des progrès de St-Louis, si bien qu'il lui exerce une année d'option dans son contrat. Coates et son personnel de direction sont toutefois congédiés, et le nouveau personnel de direction n'est pas intéressé à garder St-Louis dans l'équipe. Les Flames le laissent sans protection pour le repêchage d'expansion de 2000 qui accueille l'arrivée des Blue Jackets de Columbus et du Wild du Minnesota, mais aucune des deux équipes ne réclament St-Louis. Son contrat est finalement racheté par l'équipe le 15 juillet et le joueur devient agent libre.

### Débuts avec le Lightning

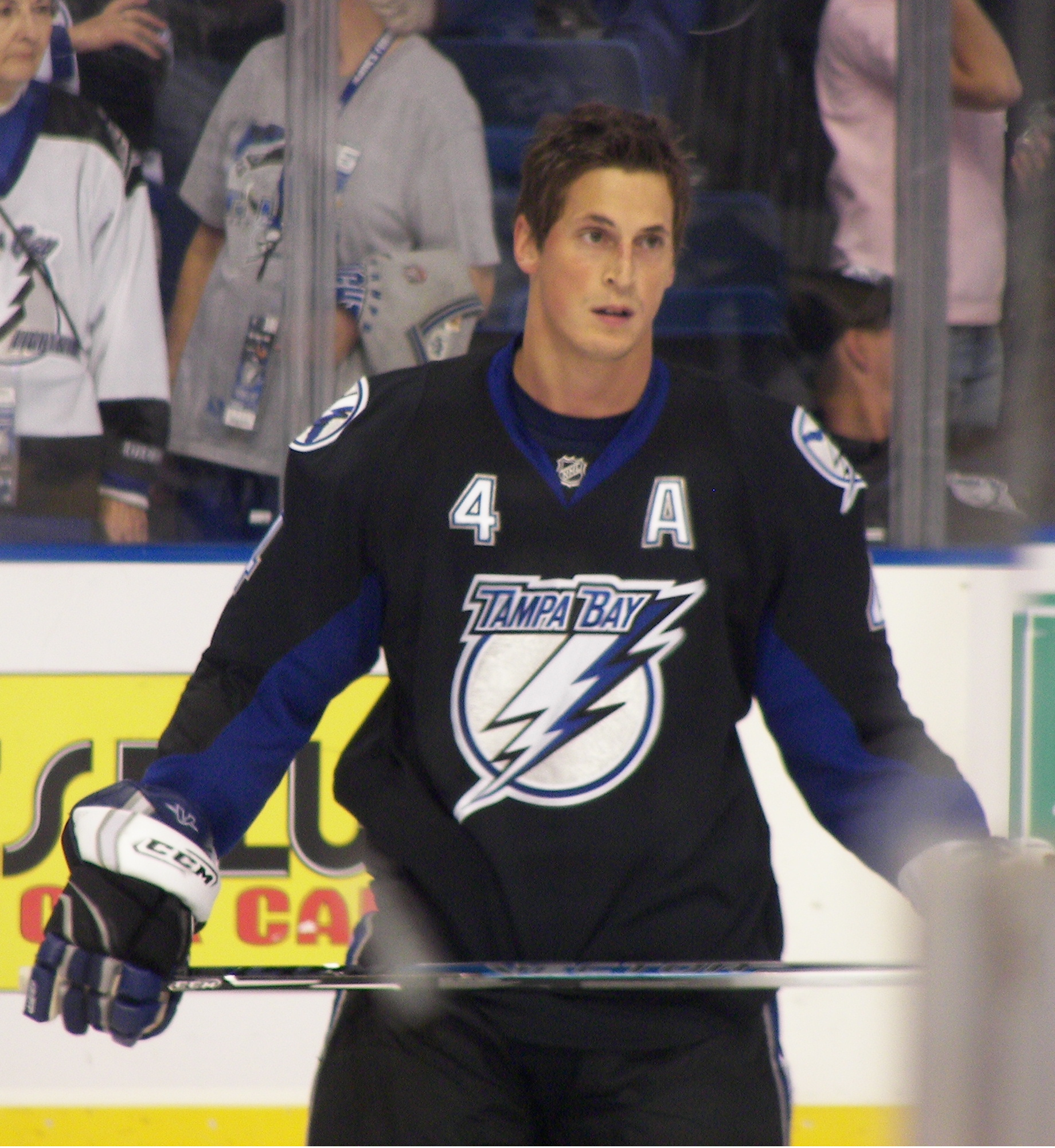
Comme St-Louis, Vincent Lecavalier est un des Québécois de l'équipe du Lightning de Tampa Bay.

Le 31 juillet 2000, il signe avec le Lightning de Tampa Bay. Le contrat est garanti de la LNH et lui permet de recevoir 250 000 dollars par année pour deux ans. Bien que d'autres équipes lui offraient 400 000 dollars par année, sans toutefois lui garantir une place dans la LNH, St-Louis a choisi le Lightning, car il croit que c'est l'équipe avec laquelle il pourrait s'établir dans la ligue. Après qu'il a porté les numéros 46 et 15 avec les Flames, St-Louis décide de porter le numéro 26. Il porte ce numéro en hommage à son idole d'enfance, Mats Naslund, vedette des Canadiens de Montréal durant les années 1980.
St-Louis termine quatrième pointeur de l'équipe avec 40 points en 78 rencontres derrière Brad Richards, Fredrik Modin et Vincent Lecavalier, un autre Québécois. Malgré tout, le Lightning n'est pas qualifié pour les séries éliminatoires de la Coupe Stanley avec la dernière place de la division Sud-Est et l'avant-dernière place de l'association de l'Est.
La saison suivante, St-Louis est limité à 53 parties en raison d'une fracture à la jambe subie le 24 janvier 2002 qui lui fait manquer 26 rencontres. Avec 35 points, il termine cinquième pointeur de l'équipe ; Richards termine encore la saison avec 62 points pour être le meilleur pointeur de l'équipe. St-Louis est un des deux joueurs de l'équipe à posséder un différentiel +/- positif en termine avec +4 ; Jimmie Ölvestad est l'autre joueur avec +3. Avec la treizième place de l'Association et 69 points, seuls les Panthers de la Floride et les Thrashers d'Atlanta ont un pire bilan que l'équipe de Tampa ayant respectivement 60 et 54 points. Le 21 mai, le Lightning décide de prolonger le contrat de St-Louis.
Le 30 janvier 2003 contre les Hurricanes de la Caroline, St-Louis marque trois buts le même match pour réaliser son premier tour du chapeau en carrière dans la LNH. St-Louis termine la saison en jouant l'intégralité des 82 matchs et totalise 70 points en étant le quatrième pointeur de l'équipe. Le Lightning a surpris la LNH en terminant à la première place de leur division et avec une qualification aux séries éliminatoires ; c'est seulement la deuxième fois dans son histoire que l'équipe se qualifie aux séries, la dernière fois étant en 1996. Après avoir éliminé les Capitals de Washington, le Lightning est éliminé en cinq matchs face aux Devils du New Jersey, futurs vainqueurs de la coupe Stanley.

### La Coupe Stanley

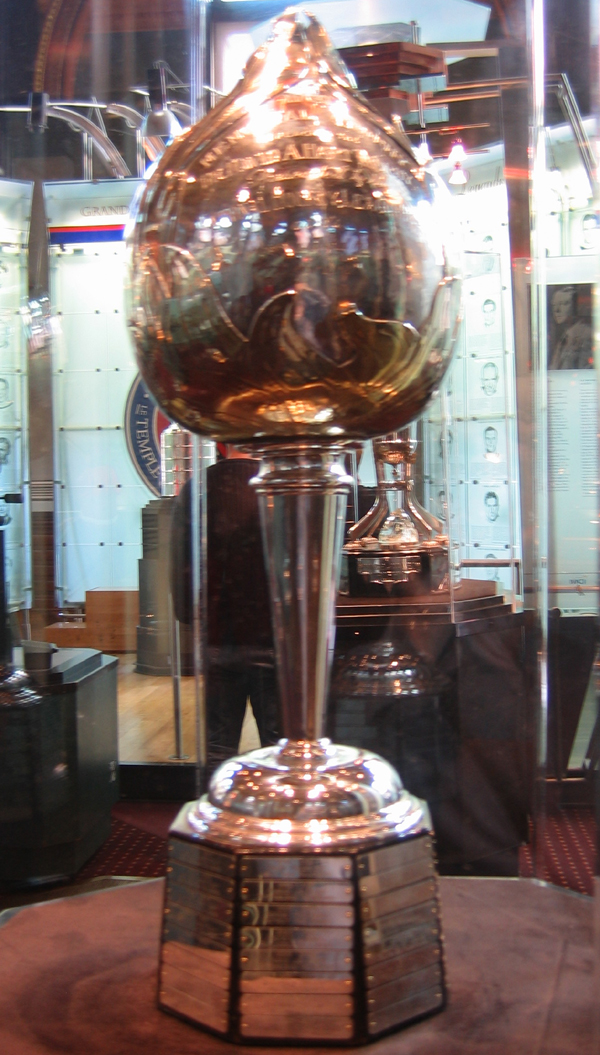
En plus de la Coupe Stanley, St-Louis remporte en 2004 le trophée Hart du meilleur joueur de la LNH.

En 2003-2004, à l'avant-dernière rencontre de la saison régulière, St-Louis donne la victoire au Lightning en marquant un but en prolongation face aux Panthers de la Floride assurant les éclairs de la première place de l'Association de l'Est.
Le Québécois finit la saison avec 94 points en 82 matchs pour être le meneur de son équipe mais en plus de la LNH et remporte du coup le trophée Art-Ross. Il termine deuxième pour les buts avec 38 réalisations, à égalité avec Patrik Eliáš des Devils du New Jersey et il est le meneur pour les aides avec 56 à égalité avec Scott Gomez, également joueur des Devils. Il est également le meneur pour le différentiel +/- avec +35 lui valant le trophée correspondant dont lequel il partage la récompense avec Marek Malík des Canucks de Vancouver.
À la fin de la saison, St-Louis retrouve son ami et coéquipier des Catamounts, Éric Perrin. Ce dernier joue les quatre derniers matchs du Lightning pour la saison régulière alors qu'il a joué la quasi-totalité de sa saison avec les Bears de Hershey de la LAH, club-école du Lightning.
Le Lightning élimine tout d'abord les Islanders de New York quatre matchs à un. Lors du cinquième match, St-Louis marque le but vainqueur en prolongation pour voir l'élimination de l'équipe de Long Island. Son équipe élimine par la suite les Canadiens de Montréal puis les Flyers de Philadelphie et accèdent pour la première fois en finale de la Coupe Stanley
Le Lightning rencontre l'ancienne équipe de St-Louis, les Flames de Calgary, en finale. Lors du sixième match, alors que les Flames mènent la finale 3 matchs à 2 et ne sont donc qu'à un seul match de remporter la Coupe, St-Louis marque le but vainqueur après deux périodes de prolongation pour sauver le Lightning de l'élimination. Le match décisif a eu lieu sur la glace du Lightning le 7 juin et St-Louis soulève la Coupe Stanley grâce à une victoire 2-1 avec un doublé de Rouslan Fedotenko.
St-Louis remporte le trophée Hart remis au meilleur joueur de la saison régulière ainsi que le trophée Lester-B.-Pearson remis au meilleur joueur choisi par ses pairs. St-Louis a été sélectionné dans la première équipe d'étoiles aux côtés de Martin Brodeur dans les buts, Zdeno Chára et Scott Niedermayer en défense et Markus Näslund et Joe Sakic en attaque.

### Le lock-out de la LNH
Traditionnellement, les joueurs remportant la Coupe Stanley ont le droit de passer une journée avec le trophée. St-Louis, lui, a le droit de passer deux journées avec la Coupe, le 29 juillet 2004, pour la ramener à Burlington dans le Vermont en visitant ses amis mais également dans le Fletcher Allen Health Care, hôpital public pour enfants malades. Le 10 août 2004, il ramène la Coupe à Laval, sa ville natale.
Il rejoint pour la première fois l'équipe du Canada à l'occasion de la Coupe du monde 2004. Lors de son premier match sous le maillot canadien, il marque un but face aux États-Unis. Après des victoires contre la Slovaquie et la Russie, le Canada termine le premier tour avec trois victoires en autant de matchs. Ils éliminent tour à tour les Slovaques et l'équipe de Tchéquie pour retrouver l'équipe de Finlande en finale. Shane Doan marque le but vainqueur au troisième tiers-temps pour remporter la médaille d'or. St-Louis termine le tournoi avec deux buts et autant d'aides en six matchs.
Alors que la saison 2004-2005 est annulée en raison d'un lock-out, il rejoint le Lausanne HC dans le championnat de Suisse élite, la Ligue Nationale A, le Québécois ne joue que 23 matchs avec Lausanne puisqu'il doit repartir auprès de son épouse enceinte. Pendant ce temps, l'équipe de Lausanne ne se qualifie pas pour les séries éliminatoires avec la douzième et dernière place de la ligue.
En 2005, le Réseau des sports (également désigné par le sigle « RDS ») diffuse le documentaire « Le chemin le plus long », relatant le parcours de St-Louis et de son coéquipier de longue date, Éric Perrin. Il s'agit d'un recueil de témoignages des proches des deux joueurs, sur les difficultés des joueurs de petit gabarit, à atteindre la LNH.

### L'après lock-out

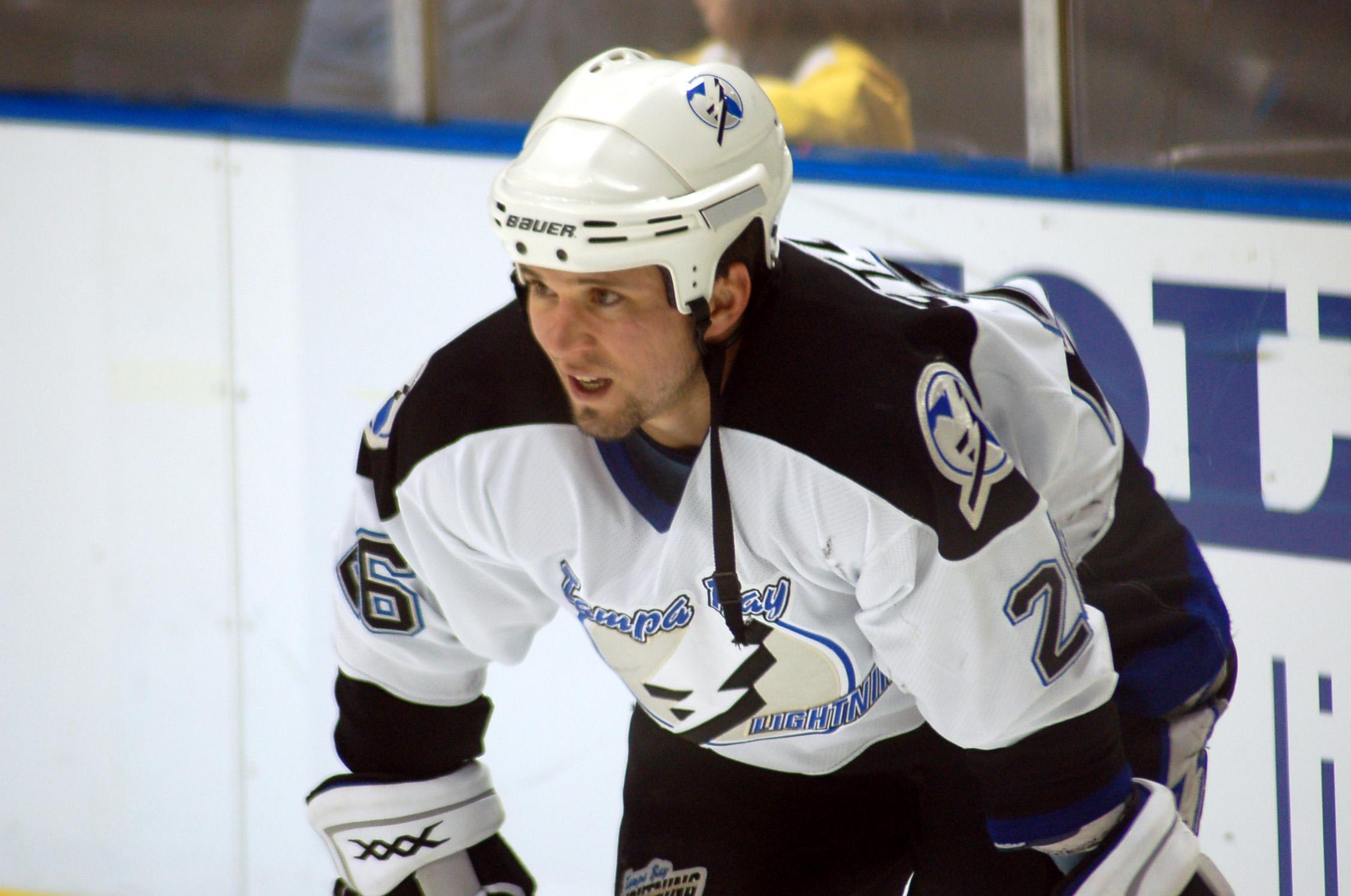
St-Louis en janvier 2006.

Le 24 août 2005, St-Louis signe une prolongation de contrat de six ans avec le Lightning pour une valeur de 31,5 millions de dollars. Il retourne avec le Lightning pour la saison 2005-2006. Sa saison est inférieur à sa dernière campagne dans la LNH puisqu'il n'obtient que 61 points. Il est le quatrième pointeur de l'équipe derrière les 91 points de Richards. Le Lightning se qualifie de justesse pour les séries avec la huitième et dernière place qualificative pour les séries ; ils sont toutefois éliminés au premier tour 4 matchs à 1 par les Sénateurs d'Ottawa.
Durant l'hiver, il est choisi pour jouer avec l'équipe du Canada pour les Jeux olympiques d'hiver en février 2006 se tenant à Turin en Italie. Vincent Lecavalier et Brad Richards font aussi partie de la délégation canadienne. Les Canadiens gagnent trois des cinq matchs du premier tour terminant troisièmes du classement. Malheureusement pour eux, l'équipe Canada perd les quarts de finale face à l'équipe de Russie sur un jeu blanc de 2-0 d'Ievgueni Nabokov en plus de terminer à la septième place du tournoi.
La saison suivante, il retrouve Perrin, qui revient avec le Lightning après avoir joué sa dernière saison avec le CP Berne en Suisse. Le 9 février contre les Rangers de New York, il joue son 500e match en carrière. Cette saison se révèle comme étant une des meilleures de St-Louis puisqu'il marque 43 buts et 59 mentions d'aides pour 102 points. Il termine cinquième parmi les pointeur de la ligue et son coéquipier Lecavalier termine avec cent-huit points et est le meilleur buteur avec cinquante-six réalisations. Qualifiés pour les séries, le Lightning s'incline face aux Devils du New Jersey en six rencontres.
En 2007-2008, les Bolts sont éliminés des séries en terminant derniers de leur association et sont derniers de la ligue avec 71 points à égalité avec les Kings de Los Angeles. Avec 83 points, St-Louis est le second pointeur de Tampa Bay derrière Lecavalier et le meilleur passeur avec 58 aides. Le Québécois joue le championnat du monde 2008 se tenant à Québec et Halifax. St-Louis a marqué un but à chacun de ses deux premiers matchs, et puis l'équipe canadienne termine la phase préliminaire avec trois victoires en autant de parties. Après une autre fiche parfaite pour cinq victoires dans le tour qualificatif, ils éliminent tour à tour la Norvège et la Suède pour retrouver les Russes en finale. Ces derniers enlèvent la médaille d'or grâce à une victoire 5-4 en prolongation par un but d'Ilia Kovaltchouk et St-Louis doit se contenter de la médaille d'argent. Il termine alors avec une fiche de deux buts et huit aides en neuf parties.
Malgré l'élimination du Lightning de Tampa Bay de la course aux séries avec une quatorzième place de l'association en 2012-2013, le classement des meilleurs pointeurs est dominé par St-Louis avec 60 points dont 43 aides. À l'âge de 37 ans, il est le joueur le plus âgé à remporter le trophée Art-Ross ; il bat alors le record détenu de 36 ans par Bill Cook détenu depuis la saison 1932-1933 de la LNH. À la suite de ce trophée, St-Louis déclare qu'il n'aurait jamais obtenu la première place sans la blessure à la mâchoire de Sidney Crosby des Penguins de Pittsburgh. Son coéquipier Steven Stamkos est le dauphin du classement avec 57 points.
Au début de la saison 2013-2014, St-Louis est nommé comme capitaine du Lightning à la suite du départ de Vincent Lecavalier, son contrat ayant été racheté par l'équipe au cours de l'intersaison. Le 19 novembre contre les Kings de Los Angeles, il joue son 1000e match dans la LNH. Il devient le 286e joueur de l'histoire de la ligue à atteindre ce cap, mais seulement le 16e joueur n'ayant jamais été repêché à le faire depuis la création du repêchage d'entrée dans la LNH en 1969.
À l'occasion des Jeux olympiques de 2014 se déroulant à Sotchi, St-Louis est de nouveau ignoré par son directeur général Steve Yzerman, étant le directeur général de l'équipe canadienne. Finalement, après une blessure de son coéquipier Stamkos, il est appelé pour le remplacer dans la formation.
Le 5 mars 2014, il est échangé aux Rangers de New York contre Ryan Callahan, un choix de premier tour au repêchage de 2015 ainsi que d'un choix de deuxième tour au repêchage de 2014.
Le 28 novembre 2014, il atteint le plateau des 1000 points dans la LNH en marquant un but contre le gardien Steve Mason dans une victoire de 3 à 0 des Rangers sur les Flyers de Philadelphie. Il est le 81e joueur à atteindre ce plateau.
Le 2 juillet 2015, après 16 saison dans la LNH, Martin St-Louis décide de prendre sa retraite en tant que joueur.
Le 6 octobre 2016, le Lightning annonce qu'il va retirer le numéro 26 de St-Louis avant un match du Lightning contre les Blue Jackets de Columbus le 13 janvier 2017. Il est le premier joueur de l'histoire du Lightning à avoir son numéro retiré.

### Entraîneur
Le 9 février 2022, il devient entraîneur-chef par intérim des Canadiens de Montréal, succédant à Dominique Ducharme. Il termine sa demie saison avec un bilan d'entraîneur de 14–19–4.
St-Louis est nommé entraineur-chef permanent des Canadiens en s'entendant avec le DG Kent Hughes le 1er juin 2022 sur une prolongation de contrat de trois ans. Il devient alors le  
32e entraîneur-chef. Le 17 avril 2024, les Canadiens exercent une option de deux ans sur son contrat, ce qui mènera l'entraîneur au moins jusqu'au terme de la saison 2026-2027.

## Statistiques

### En club
| Saison     | Équipe                   | Ligue      |       | Saison régulière | Saison régulière | Saison régulière | Saison régulière | Saison régulière |    | Séries éliminatoires | Séries éliminatoires | Séries éliminatoires | Séries éliminatoires | Séries éliminatoires |
| Saison     | Équipe                   | Ligue      | PJ    | B                | A                | Pts              | Pun              | PJ               | B  | A                    | Pts                  | Pun                  |                      |                      |
| 1991-1992  | Laval-Laurentides        | MAAA       | 42    | 29               | 74               | 103              | 38               | 12               | 7  | 15                   | 22                   | 16                   |                      |                      |
| 1992-1993  | Hawks de Hawkesbury      | LCHJ A     | 31    | 37               | 50               | 87               | 70               | -                | -  | -                    | -                    | -                    |                      |                      |
| 1993-1994  | Catamounts du Vermont    | NCAA       | 33    | 15               | 36               | 51               | 24               | -                | -  | -                    | -                    | -                    |                      |                      |
| 1994-1995  | Catamounts du Vermont    | NCAA       | 35    | 23               | 48               | 71               | 36               | -                | -  | -                    | -                    | -                    |                      |                      |
| 1995-1996  | Catamounts du Vermont    | NCAA       | 35    | 29               | 56               | 85               | 38               | -                | -  | -                    | -                    | -                    |                      |                      |
| 1996-1997  | Catamounts du Vermont    | NCAA       | 36    | 24               | 36               | 60               | 65               | -                | -  | -                    | -                    | -                    |                      |                      |
| 1997-1998  | Lumberjacks de Cleveland | LIH        | 56    | 16               | 34               | 50               | 24               | -                | -  | -                    | -                    | -                    |                      |                      |
| 1997-1998  | Flames de Saint-Jean     | LAH        | 25    | 15               | 11               | 26               | 20               | 20               | 5  | 15                   | 20                   | 16                   |                      |                      |
| 1998-1999  | Flames de Calgary        | LNH        | 13    | 1                | 1                | 2                | 10               | -                | -  | -                    | -                    | -                    |                      |                      |
| 1998-1999  | Flames de Saint-Jean     | LAH        | 53    | 28               | 34               | 62               | 30               | 7                | 4  | 4                    | 8                    | 2                    |                      |                      |
| 1999-2000  | Flames de Saint-Jean     | LAH        | 17    | 15               | 11               | 26               | 14               | -                | -  | -                    | -                    | -                    |                      |                      |
| 1999-2000  | Flames de Calgary        | LNH        | 56    | 3                | 15               | 18               | 22               | -                | -  | -                    | -                    | -                    |                      |                      |
| 2000-2001  | Lightning de Tampa Bay   | LNH        | 78    | 18               | 22               | 40               | 12               | -                | -  | -                    | -                    | -                    |                      |                      |
| 2001-2002  | Lightning de Tampa Bay   | LNH        | 53    | 16               | 19               | 35               | 20               | -                | -  | -                    | -                    | -                    |                      |                      |
| 2002-2003  | Lightning de Tampa Bay   | LNH        | 82    | 33               | 37               | 70               | 32               | 11               | 7  | 5                    | 12                   | 0                    |                      |                      |
| 2003-2004  | Lightning de Tampa Bay   | LNH        | 82    | 38               | 56               | 94               | 24               | 23               | 9  | 15                   | 24                   | 14                   |                      |                      |
| 2004-2005  | Lausanne HC              | LNA        | 23    | 9                | 16               | 25               | 16               | -                | -  | -                    | -                    | -                    |                      |                      |
| 2005-2006  | Lightning de Tampa Bay   | LNH        | 80    | 31               | 30               | 61               | 38               | 5                | 4  | 0                    | 4                    | 2                    |                      |                      |
| 2006-2007  | Lightning de Tampa Bay   | LNH        | 82    | 43               | 59               | 102              | 28               | 6                | 3  | 5                    | 8                    | 8                    |                      |                      |
| 2007-2008  | Lightning de Tampa Bay   | LNH        | 82    | 25               | 58               | 83               | 26               | -                | -  | -                    | -                    | -                    |                      |                      |
| 2008-2009  | Lightning de Tampa Bay   | LNH        | 82    | 30               | 50               | 80               | 14               | -                | -  | -                    | -                    | -                    |                      |                      |
| 2009-2010  | Lightning de Tampa Bay   | LNH        | 82    | 29               | 65               | 94               | 12               | -                | -  | -                    | -                    | -                    |                      |                      |
| 2010-2011  | Lightning de Tampa Bay   | LNH        | 82    | 31               | 68               | 99               | 12               | 18               | 10 | 10                   | 20                   | 4                    |                      |                      |
| 2011-2012  | Lightning de Tampa Bay   | LNH        | 77    | 25               | 49               | 74               | 16               | -                | -  | -                    | -                    | -                    |                      |                      |
| 2012-2013  | Lightning de Tampa Bay   | LNH        | 48    | 17               | 43               | 60               | 14               | -                | -  | -                    | -                    | -                    |                      |                      |
| 2013-2014  | Lightning de Tampa Bay   | LNH        | 62    | 29               | 32               | 61               | 6                | -                | -  | -                    | -                    | -                    |                      |                      |
| 2013-2014  | Rangers de New York      | LNH        | 19    | 1                | 7                | 8                | 4                | 25               | 8  | 7                    | 15                   | 2                    |                      |                      |
| 2014-2015  | Rangers de New York      | LNH        | 74    | 21               | 31               | 52               | 20               | 19               | 1  | 6                    | 7                    | 4                    |                      |                      |
| Totaux LNH | Totaux LNH               | Totaux LNH | 1 134 | 391              | 642              | 1 033            | 310              | 107              | 42 | 48                   | 90                   | 34                   |                      |                      |

### En équipe nationale
| Année | Équipe | Évènement                 |   | PJ | B  | A  | Pts | Pun | +/-               |  | Résultat |
| 2004  | Canada | Coupe du monde            | 6 | 2  | 2  | 4  | 0   | +1  | Médaille d'or     |  |          |
| 2006  | Canada | Jeux olympiques de Turin  | 6 | 2  | 1  | 3  | 0   |     | Septième place    |  |          |
| 2008  | Canada | Championnat du monde      | 9 | 2  | 8  | 10 | 0   |     | Médaille d'argent |  |          |
| 2009  | Canada | Championnat du monde      | 9 | 4  | 11 | 15 | 0   |     | Médaille d'argent |  |          |
| 2014  | Canada | Jeux olympiques de Sotchi | 5 | 0  | 0  | 0  | 2   |     | Médaille d'or     |  |          |

### Entraîneur-chef
| Saison     | Équipe                | Ligue      |     | PJ  | V   | D  | Pr   | % V               |  | Séries éliminatoires |
| 2021-2022  | Canadiens de Montréal | LNH        | 37  | 14  | 19  | 4  | 43,2 | Non qualifiés     |  |                      |
| 2022-2023  | Canadiens de Montréal | LNH        | 82  | 31  | 45  | 6  | 41,5 | Non qualifiés     |  |                      |
| 2023-2024  | Canadiens de Montréal | LNH        | 82  | 30  | 36  | 16 | 46,3 |                   |  |                      |
| 2024-2025  | Canadiens de Montréal | LNH        | 82  | 40  | 31  | 11 | 55,5 | séries en cours ? |  |                      |
| Totaux LNH | Totaux LNH            | Totaux LNH | 283 | 115 | 131 | 37 | -    |                   |  |                      |

## Trophées et honneurs personnels

### National Collegiate Athletic Association (NCAA)
- 1993-1994 :
  - équipe d'étoiles des recrues d'ECAC Hockey
  - équipe All-association d'ECAC Hockey
- 1994-1995 :
  - équipe d'étoiles d'ECAC Hockey
  - meilleur joueur de la saison d'ECAC Hockey
  - équipe d'étoiles de la NCAA
- 1995-1996 :
  - équipe d'étoiles d'ECAC Hockey ;
  - équipe d'étoiles de la NCAA.
- 1996-1997 : équipe d'étoiles de la NCAA.

### Ligue nationale de hockey
- 2002-2003 : participation au 53e Match des étoiles de la LNH (1)
- 2003-2004 :
  - participation au 54e Match des Étoiles de la LNH (2)
  - trophée plus-moins de la LNH avec Marek Malík
  - trophée Art-Ross (1)
  - trophée Lester-B.-Pearson
  - trophée Hart
  - coupe Stanley avec le Lightning de Tampa Bay
  - première équipe d'étoiles de la LNH
- 2006-2007 :
  - participation au 55e Match des étoiles de la LNH (3)
  - deuxième équipe d'étoiles de la LNH (1)
- 2007-2008 : participation au 56e Match des étoiles de la LNH (4)
- 2008-2009 : participation au 57e Match des étoiles de la LNH (5)
- 2009-2010 :
  - trophée Lady Byng (1)
  - deuxième équipe d'étoiles de la LNH (2)
- 2010-2011 :
  - participation au 58e Match des étoiles de la LNH (6)
  - trophée Lady Byng (2)
  - deuxième équipe d'étoiles de la LNH (3)
- 2012-2013 :
  - trophée Art-Ross (2)
  - trophée Lady Byng (3)
  - deuxième équipe d'étoiles de la LNH (4)